# Poncione dei Laghetti (Riviera)
Poncione dei Laghetti är en bergstopp i Schweiz.   Den ligger i distriktet Riviera och kantonen Ticino, i den sydöstra delen av landet, 140 km sydost om huvudstaden Bern. Toppen på Poncione dei Laghetti är 2 445 meter över havet, eller 268 meter över den omgivande terrängen. Bredden vid basen är 3,4 km.
Terrängen runt Poncione dei Laghetti är huvudsakligen mycket bergig. Närmaste större samhälle är Bellinzona, 12,0 km sydost om Poncione dei Laghetti. 
Trakten runt Poncione dei Laghetti består i huvudsak av gräsmarker. Runt Poncione dei Laghetti är det ganska tätbefolkat, med 86 invånare per kvadratkilometer.